# 행성계

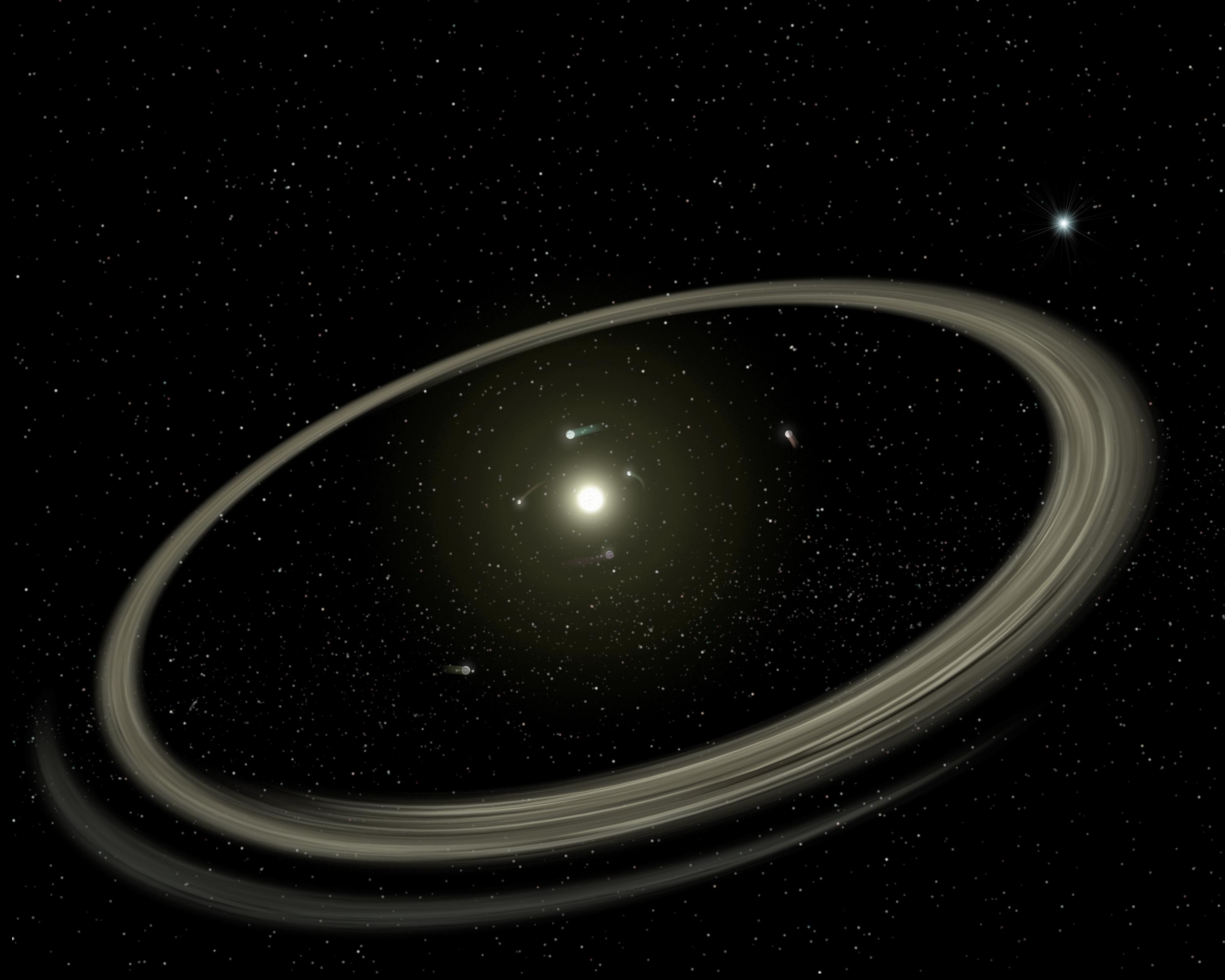
어떤 한 행성계를 천체 예술가가 상상하여 만든 작품.

행성계(行星系, planetary system)는 행성, 자연 위성, 소행성, 유성체, 혜성, 우주 먼지 등 항성이 아닌 천체들이 항성 주위를 공전하는 체계를 말한다. 태양 및 태양의 중력에 속박되어 있는 행성계를 태양계라고 부른다.

## 생성 및 진화
행성계는 보통 항성이 태어나는 과정에서 함께 탄생하는 것으로 알려져 있다. 종전의 이론에서는 태양에 매우 가까이 접근한 다른 항성에서 떨어져 나온 물질이 뭉쳐서 행성 등을 형성했다고 주장한 적도 있었다. 그러나 그런 사건이 발생할 확률은 지나치게 작아서 신빙성 있는 이론으로 정립되기에는 결함이 있었다. 오늘날 널리 받아들여지고 있는 행성계의 생성 모형은 분자 구름이 중력 붕괴를 일으켜 만들어진 원시 행성계 원반 내 물질들이 서로 충돌하거나 중력에 의해 뭉쳐서 행성 등으로 성장하는 것이다.

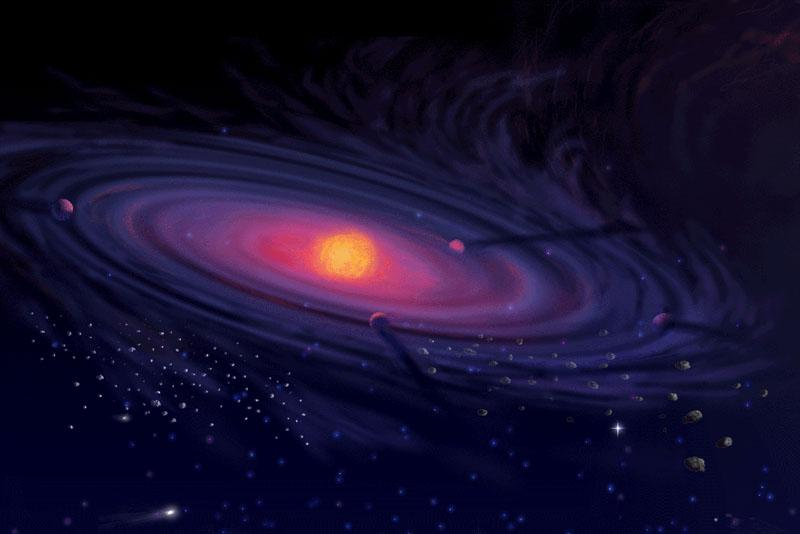
천체 예술가가 원시 행성계 원반을 상상하여 그린 것.

그러나 일부 행성계는 전혀 다른 방법으로 생겨나기도 한다. 펄사(전자기파를 주기적으로 방출하는 중성자별)가 방출하는 전자기파의 주기에 미묘한 변화가 생기는 것을 통해, 펄사가 행성을 거느리고 있음이 입증되었다. 펄사는 격렬한 초신성 폭발이 발생한 뒤 남은 천체인데, 이러한 초신성 폭발이 일어날 경우 원래 항성을 돌고 있던 행성들은 증발해 버리거나 또는 어머니 항성의 급격한 질량 손실로 인해 궤도가 망가져서 항성의 중력권에서 탈출하여 우주의 미아가 된다. 따라서 현재 펄사 주위에서 발견되는 행성들은 펄사가 평범한 별이었을 시절부터 거느렸던 천체는 아니었을 것이다. 이들 펄사 행성들의 존재를 설명할 수 있는 이론 중 하나로 원래 있던 행성의 질량 중 상당량이 증발하고 남은 것이 지금 발견되는 펄사 행성들이라는 것이 있다. 다른 이론으로는 펄사 주위에 새로 생겨난 강착 원반이 진화하여 행성들로 뭉쳐 자라났다는 설이 있다.

## 외계 행성 주인별
우리 태양 외에도 수많은 항성이 행성을 거느리고 있음이 밝혀졌다. 어떤 항성이 행성을 거느릴 확률은 아직 정확히 규명되지는 않았으나, 태양 비슷한 별 중 약 3~4.5%가 거대 행성을 거느리고 있으며 슈퍼지구나 지구급 행성의 경우 더 흔한 것으로 추측된다.

## 행성계 목록

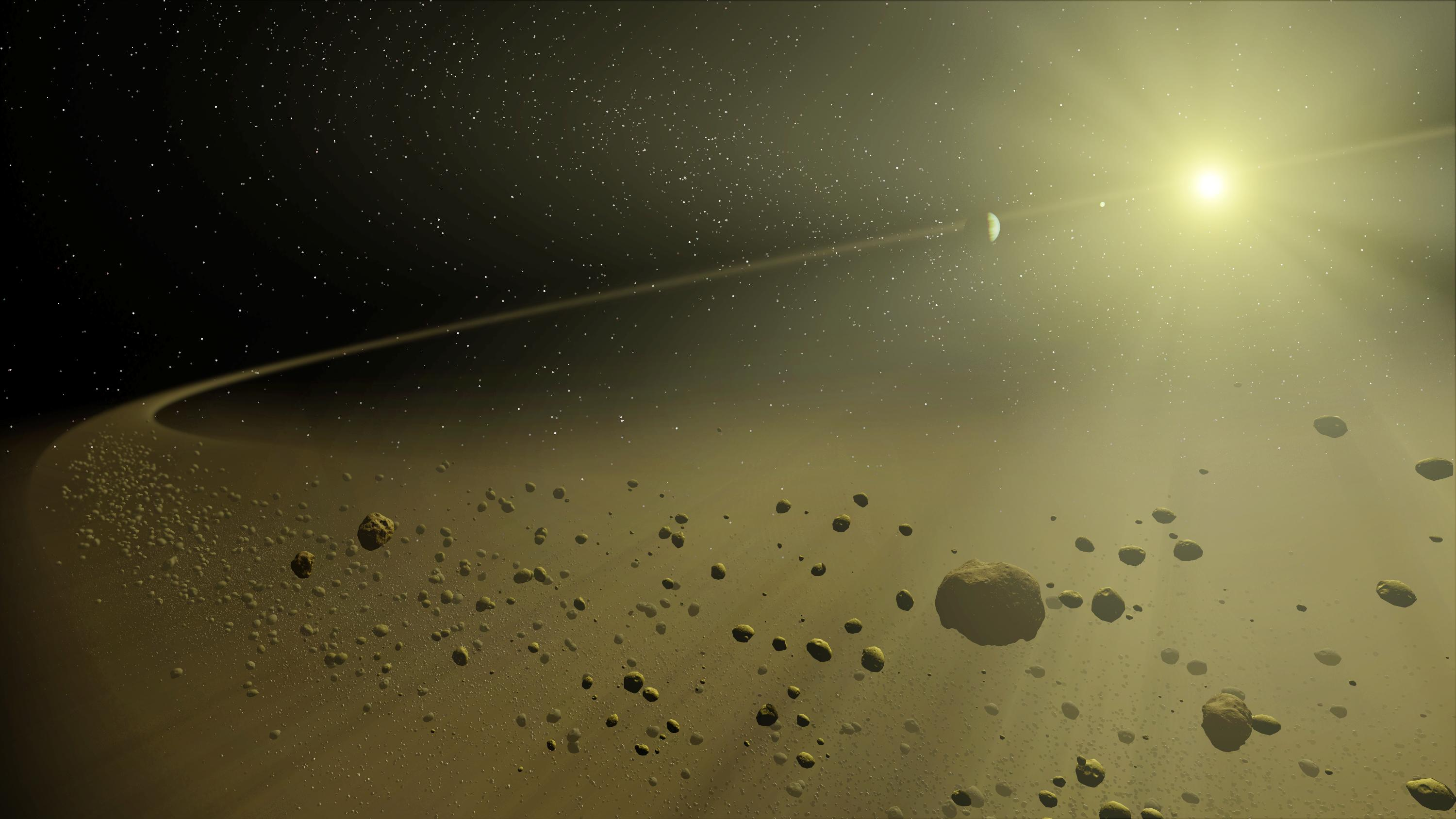
멀리 떨어져 있는 행성계를 상상한 것.

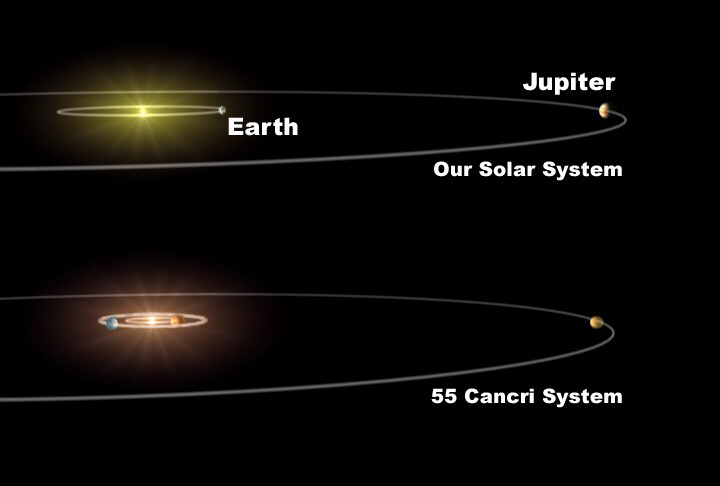
우리 태양계를 게자리 55 행성계와 비교한 것.

- 태양계 – 태양과 8행성으로 이루어진 행성계. 최초로 발견된 행성계.
- PSR B1257+12 – 최초로 발견된 외계 행성계이자 펄사 행성계. 외계 행성이 두 개 이상 있는 것을 발견한 최초 사례.
- 안드로메다자리 웁실론 – 주계열성 주위에 형성되어 있는 행성계 중 행성 숫자가 두 개 이상인 첫 번째 사례. 1999년 4월 공식적으로 인정받음
- PSR B1620-26 – 모항성이 두 개 이상인 최초 사례.
- 게자리 55 – 지금까지 발견된 외계 행성계 중 행성의 숫자가 가장 많다(2007년 말 기준 5개의 행성이 공식적으로 검증되어 있음, 게자리 55는 멀리 떨어져 있는 반성도 거느리고 있다).[10]
- 글리제 876 – 적색 왜성이 행성들을 거느리고 있음을 입증한 최초 사례. 궤도공명 현상이 발견된 최초의 외계 행성계.
- HD 69830 – 해왕성급 질량의 행성 세 개 및 소행성대가 있는 항성. 이들은 모두 1AU 이내 범위에 몰려 있다.[11][12]
- 2M1207 – 외계 행성의 화상이 최초로 찍힌 항성이자 행성 한 개를 거느리고 있는 갈색 왜성이 발견된 최초 사례.[13]
- 글리제 581 - 최초로 생물권 범위 내에 외계 행성(글리제 581 c)이 있음이 입증된 항성.[14]
- 제단자리 뮤 - 뮤에 가장 가까이 붙어 돌고 있는 행성은 최초로 발견된 해왕성급 질량의 외계 행성이었다.
- HD 188753 - 삼중성으로서 외계 행성을 거느리는 것으로 확인된 최초의 사례.
- HD 37124
- HD 12661
- HD 73526
- 큰곰자리 47
- 에리다누스자리 엡실론
- 허큘리스자리 14
- 고래자리 UX A
- 포말하우트

## 같이 보기
- 외계 행성
- 외계 행성이 확인된 항성 목록
- 항성 양육소
- 소설 속의 항성 및 행성계